# Comusia fumifera
Comusia fumifera är en skalbaggsart som beskrevs av Holzschuh 2005. Comusia fumifera ingår i släktet Comusia och familjen långhorningar. Inga underarter finns listade i Catalogue of Life.